# Henrique Adriano Buss
Henrique Adriano Buss (* 14. Oktober 1986 in Marechal Cândido Rondon), genannt Henrique, ist ein ehemaliger brasilianischer Fußballspieler.

## Karriere

### Verein
Henriques Karriere begann 2006 bei Coritiba FC, mit dem er 2007 als Kapitän Meister der Série B wurde und damit in die erste brasilianische Liga aufstieg. Im Januar 2008 wechselte Henrique dann zur SE Palmeiras nach São Paulo, dort konnte er die Staatsmeisterschaft von São Paulo 2008 gewinnen. Im Sommer wechselte er für 10 Millionen € zum FC Barcelona, wo er einen Fünfjahresvertrag unterschrieb. Sein erstes Jahr verbrachte Henrique allerdings bei Bayer 04 Leverkusen, da Barcelona zu viele Nicht-Europäer unter Vertrag hatte. Bayer besaß keine Kaufoption und bezahlte 400.000 € Leihgebühr. Am 16. August 2008 gab er bei der 2:3-Niederlage gegen Borussia Dortmund sein Debüt in der Bundesliga. Zwischen 2009 und 2011 war er an Racing Santander ausgeliehen. Nach dieser Saison schloss sich Henrique wieder leihweise der SE Palmeiras an.
Am 2. Juni 2012 gab der FC Barcelona bekannt, dass der Vertrag mit Henrique zum 30. Juni 2012 aufgelöst werde. Anschließend wechselte er fest zu seinem bisherigen Leihverein Palmeiras, wo er einen Vertrag bis 2017 unterschrieb.
Am 30. Januar 2014 wechselte er zurück nach Europa, zum SSC Neapel in die Serie A. Er begründete diesen Schritt damit, dass er sich noch Hoffnungen auf die Nominierung für die Fußball-Weltmeisterschaft 2014 im eigenen Land mache.
Nachdem Henrique 2016 nach Brasilien zurückgekehrt war, war er beim Fluminense FC in Rio de Janeiro und SC Corinthians aus São Paulo  aktiv. Im August 2019 ging er in die VAE zum al-Ittihad Kalba SC. Der Vertrag erhielt eine Laufzeit über zwei Jahre. Bereits nach Beendigung der Saison 2019/20 verließ Henrique den Klub wieder. Seine nächste Station wurde der Belenenses Lissabon. Auch den Klub verließ er wieder nach einer Saison, danach kehrte in seine Heimat zurück. Hier läuft er seit Juni 2021 wieder für den Coritiba FC auf.

### Nationalmannschaft
Henrique gab am 6. Juni 2008 in Boston bei der 0:2-Niederlage gegen Venezuela sein Debüt für die brasilianische Nationalmannschaft.

## Erfolge
Coritiba
- Sieger Série B: 2007
- Staatsmeisterschaft von Paraná: 2022

Palmeiras
- Staatsmeisterschaft von São Paulo: 2008
- Copa do Brasil: 2012
- Sieger Série B: 2013

Neapel
- Italienischer Pokalsieger: 2013/14
- Supercoppa Italiana: 2014

Fluminense
- Primeira Liga do Brasil: 2016
- Taça Guanabara: 2017

Corinthians
- Staatsmeisterschaft von São Paulo: 2018, 2019

Auszeichnungen
- Auswahlmannschaft Staatsmeisterschaft von Rio de Janeiro: 2017